# Los Red Juniors
Los Red Juniors fue un grupo de rock formado en Santiago (Chile) en 1960 y disuelto en 1967. Fue una de las primeras bandas de la Nueva Ola chilena que se constituyó, como era regla en la época, a imagen y semejanza de otras agrupaciones estadounidenses, como The Everly Brothers y The Shadows; referentes ineludibles en la fundación de Los Red Juniors, nombre con que los hermanos Miguel y Antonio Zabaleta, saltaron a la escena musical chilena a comienzos de los años 1960.

## Biografía
Por una breve temporada, el dúo de cantantes y guitarristas respondió al nombre de Los Blue Stars. Su repertorio, estaba confiado a los éxitos del mercado de habla inglesa que recibían de primera fuente: la abuela de los Zabaleta se ocupó de traer desde los Estados Unidos los discos de moda de ese país. Pero un día llegó también con un par de chalecos rojos, y al usarlos en una actuación de radio Cooperativa, Los Blue Stars automáticamente pasaron a ser Los Red Juniors. 
Con ese nombre, los Zabaleta participaron en un concurso anual de la misma radio y obtuvieron el primer lugar con su cover de la canción «Wake up, little Sussie». Fue su primer logro y el pasaje directo a los estudios RCA Víctor, en los que en 1960 grabaron un primer disco sencillo, con los temas «Mi único amor» y «I see you in my dreams», orquestados ambos por el director Hugo Ramírez. Pero tomaría bastante tiempo, y no pocos singles, antes de que el dúo cobrase popularidad entre los adolescentes de la época. 

## Primeros éxitos
Recién en 1962, dos años después de su debut discográfico, Los Red Juniors consiguieron su primer hit radial con «Piensa», canción que bebía del estilo del italiano Domenico Modugno y que tuvo la audacia de ser interpretada en castellano. No era exactamente una innovación: por entonces, siguiendo el ejemplo de The Ramblers («El rock del Mundial»), varios nuevaoleros comenzaban a cantar y componer en su lengua nativa. «Piensa» fue el primero de una seguidilla de hits románticos interpretados en español que el grupo conseguiría desde entonces («He perdido un ángel», «Eso eres» y «Solo he quedado»). Pero la consagración llegó hacia 1964, año en que los Red Juniors grabaron su principal crédito, «Al pasar esa edad», himno generacional cedido por los compositores Jorge Pedreros y Hugo Beiza. 
Para entonces, sin embargo, la naturaleza de Los Red Juniors ya no era la misma. Frente a la posibilidad de seguir una carrera en el extranjero, Antonio Zabaleta se incorporó al ballet folclórico de Carmen Cuevas y junto a ese elenco se radicó por un tiempo en Madrid. Los Red Juniors se habían definido esencialmente como dúo. Durante ese periodo; adquirieron constitución de cuarteto, con la incorporación de Sergio Cabello (piano, teclados), Luis Castillo (bajo) y Lucho Ortiz (batería) (poco después, Quique Ferrel reemplazó a Castillo). Fue esta formación la que grabó «Al pasar esa edad», tema que introdujo un nuevo timbre en el cancionero del grupo.
Corrección de Freddy Bonilla Torreblanca. Los Red Juniors integrados por Miguel y Antonio Zabaleta se disuelven en 1964. Antonio, como solista, al año siguiente graba "Eso eres" y "Solo he quedado", ambos en 1965. El grupo Red Juniors sigue su carrera solo con Miguel Zabaleta en 1965 con los temas del LP "Red Juniors for export". En 1966 efectivamente se disuelven los Red Juniors como tal, y parece que otra persona del grupo era el dueño del nombre, porque nunca más los Zabaleta pudieron actuar como los Red Juniors. Ese grupo sin los Zabaleta grabó "Stop en nombre del amor" en 1966.  Miguel Zabaleta en tanto ese mismo año 1966, forma el grupo Los Topsies, con los cuales lleva al disco varios temas. "Cuando se dice adiós", "Quiero que me quieras", "Salvaje", "Misterioso" entre otros fueron su aporte para aquel tiempo. Antonio se integra a los Bric a Brac en 1967 hasta 1971, donde retoma su carrera como solista. De Miguel en ese tiempo no se le conoce producción discográfica. Recién en 1979 sacó "Te vas quedando sola", su último gran éxito.

## Últimos años
En una entrevista inédita; Miguel Zabaleta expresó la siguiente frase:

El pianista Sergio Cabello estaba muy en la onda de Ray Charles mezclado con Floyd Kramer y eso se nota en el solo de piano de «Al pasar esa edad». Con esa canción estuvimos mucho tiempo en el primer lugar de todos los rankings.

Esta canción sería su último gran hit radial. Desplazados en lo sucesivo por otros conjuntos y solistas de vocación juvenil y romántica, el grupo sobrevivió en la nueva escena hasta 1967. Ese año, coincidente con el regreso de Antonio Zabaleta desde España, el grupo se declaró formalmente disuelto, y Antonio Zabaleta se sumó a Los Bric a Brac, proyecto dirigido por Luis Urquidi que se constituiría en uno de los más exitosos del boom pop posterior al Neofolklore. 
Aunque Los Bric-a-Brac se disolvieron en 1971, recién a mediados de los años 1980 los hermanos Zabaleta volvieron a resucitar el repertorio de Los Red Juniors (a partir de este se llamaron Los Hermanos Zabaleta). Desde entonces se mantienen activos y adoptan el apellido familiar como nueva marca registrada de un dúo del recuerdo. Antonio es reconocido adherente de la dictadura militar de Augusto Pinochet, y participó activamente en la campaña del "Sí" en el plebiscito de 1988.

## Integrantes
- Antonio Zabaleta, voz y guitarra (1960 - 1967).
- Miguel Zabaleta, guitarra y voz (1960 - 1967). No debe confundirse con el músico argentino Miguel Zavaleta.
- Juan Castillo, bajo (1964).
- Sergio Cabello, piano y teclado (1964 - 1967).
- Enrique Sorrel, bajo (1964 - 1967).
- Luis Ortiz, batería (1964 - 1967).

## Discografía
- A tu recuerdo (EMI Odeon)
- Shake en Lo Curro (1966 - Polydor)
- Los Red Juniors (2001 - Warner Music)